# 杏亭駅
杏亭駅（ヘジョンえき、행정역）は、現在の朝鮮民主主義人民共和国江原道金化郡に存在した金剛山電気鉄道の駅（廃駅）である。

## 歴史
- 1925年12月20日：牙沈里駅として開業[1]。
- 日時不明：杏亭駅に改称。
- 1950年：朝鮮戦争により廃止。